# Jouarre
Jouarre ist eine französische Gemeinde mit 4262 Einwohnern (Stand 1. Januar 2022) im Département Seine-et-Marne in der Region Île-de-France. Sie gehört zum Arrondissement Meaux und zum Kanton La Ferté-sous-Jouarre. Die Einwohner von Jouarre nennen sich Jotranciens. Der Ort liegt am Ufer des Flusses Petit Morin.

## Geschichte
Im antiken Römischen Reich war Jouarre, damals mit dem keltischen Namen Divodurum, eine Station an der Straße von Durocasses (Dreux) nach Lutetia (Paris).

## Sehenswürdigkeiten
Siehe auch: Liste der Monuments historiques in Jouarre
- Abtei Notre-Dame, Benediktinerabtei, 7. Jahrhundert mit merowingischer Krypta, um 660 und damit die älteste Europas
- Romanischer Turm, 11. Jahrhundert
- Kirche Saint-Pierre-et-Saint-Paul, 16. Jahrhundert, mit den Gräbern der Äbtissinnen; hinter der Kirche das Friedhofskreuz (Jouarre)
- Rathaus, erbaut 1775 (Monument historique)

## Persönlichkeiten
- Antoine-Laurent de Jussieu (1748–1836), Botaniker
- Hippolyte Fizeau (1819–1896), Physiker